# بوسه (فیلم ۱۹۵۸)
«بوسه» (انگلیسی: The Kiss (1958 film)) یک فیلم است که در سال ۱۹۵۸ منتشر شد.